# Breaking Up the Girl
«Breaking Up the Girl» — третий сингл альтернативной группы Garbage с их третьего студийного альбома Beautiful Garbage. В странах Северной Америки он стал вторым синглом с альбома, а также музыкальной темой полнометражного мультфильма, завершающего мультсериал Дарья, А скоро колледж?.

## Информация о песне
«Breaking Up the Girl» была написана в период с апреля 2000 по май 2001 года. Песня ближе других с альбома стоит к стилю рок-музыки, тем не менее Garbage всячески экспериментировали со звучанием, особенно в припеве, пытаясь отойти от традиционного рок-звучания.
Текст «Breaking Up the Girl» освещает тему непостоянства и жестокости мира и выражает призыв жить сегодняшним днём. Строка «I’m afraid there is much to be afraid of» (Боюсь, что слишком много стоит бояться) взята из поэмы Эндрю Грига Western Swing.

## Список композиций
- Великобритания, CD1 Mushroom MUSH101CDS

1. «Breaking Up the Girl» — 3:33
2. «Candy Says» — 4:03
3. «Breaking Up the Girl» (Brothers In Rhythm Therapy mix) 10:44
4. «Breaking Up the Girl» (видео)

- Великобритания, CD2 Mushroom MUSH101CDSX

1. «Breaking Up the Girl» — 3:33
2. «Happiness Pt. 2» — 5:57
3. «Breaking Up the Girl» (Timo Maas remix) — 6:42

- Великобритания, CD3 Mushroom MUSH101CDSXXX

1. «Breaking Up the Girl» (акустическая версия) — 3:20
2. «Confidence» — 3:09
3. «Cherry Lips (Go Baby Go!)» (DJEJ’s Go-Go Jam) — 6:13

- Европа, 12" Mushroom/PIAS MUSH101T

1. «Breaking Up the Girl» (Timo Maas remix) — 6:42
2. «Breaking Up the Girl» (Brothers In Rhythm Therapy dub) 8:03
3. «Breaking Up the Girl» (Brothers In Rhythm Therapy mix) 10:44
4. «Breaking Up the Girl» (Timo Maas dub) — 6:42

- Европа, CD maxi Mushroom/PIAS MUSH101CDM

1. «Breaking Up the Girl» — 3:33
2. «Use Me» — 4:34
3. «Breaking Up the Girl» (Timo Maas remix) — 6:42
4. «Breaking Up the Girl» (Brothers In Rhythm radio edit) 3:52
5. «Breaking Up the Girl» (видео)

- Европа, CD single Mushroom/PIAS MUSH101CDSE

1. «Breaking Up the Girl» — 3:33
2. «Breaking Up the Girl» (Timo Maas radio edit) — 3:33

- Австралия, CD1 FMR MUSH101CDS

1. «Breaking Up the Girl» — 3:33
2. «Candy Says» — 4:03
3. «Confidence» — 3:09
4. «Cherry Lips (Go Baby Go!)» (DJEJ’s Go-Go Jam) — 6:13
5. «Breaking Up the Girl» (видео)

- Австралия, CD2 FMR MUSH101CDSX

1. «Breaking Up the Girl» (акустическая версия) — 3:20
2. «Breaking Up the Girl» (Timo Maas remix) — 6:42
3. «Breaking Up the Girl» (Brothers In Rhythm Therapy dub) 8:03
4. «Breaking Up the Girl» (Brothers In Rhythm Therapy mix) 10:44
5. «Breaking Up the Girl» (Timo Maas dub) — 6:42

## Видеоклип
Режиссёром видеоклипа «Breaking Up the Girl» стал Фрэнсис Лоуренс; клип был снят 5-6 декабря 2001 в Лос-Анджелесе.
Существуют две версии клипа. В первую включены фрагменты из мультсериала Дарья и кадры со съёмок заключительной серии, вышедшей в виде полнометражного мультфильма, А скоро колледж?. Премьера видео состоялась 21 января 2002 на MTV перед премьерным показом А скоро колледж?.
Вторая — официальная версия клипа — вышла в феврале 2002 года.

## Позиции в чартах
| Чарт (2002)              | Позиция |
| ------------------------ | ------- |
| UK Singles Chart         | #27     |
| Australian Singles Chart | #19     |